# Schützenhaus (Stammbach)
Schützenhaus ist ein Gemeindeteil des Marktes Stammbach im Landkreis Hof (Oberfranken, Bayern). Schützenhaus liegt in der Gemarkung Stammbach.

## Geografie
Die Einöde liegt am Stammbach. Südwestlich des Anwesens gibt es einen ehemaligen Goldwaschplatz, der als Geotop ausgezeichnet ist. Im Südosten steigt das Gelände zur Kirchhöhe (596 m ü. NHN) an. Ein Anliegerweg führt 400 Meter östlich zur Kreisstraße HO 35.

## Geschichte
Schützenhaus wurde Mitte des 20. Jahrhunderts auf dem Gemeindegebiet von Stammbach gegründet.

### Einwohnerentwicklung
| Jahr      | 1950  | 1961  | 1970   | 1987  |
| Einwohner | 6     | 1     | 5      | 7     |
| Häuser    | 1     | 1     |        | 1     |
| Quelle    | [ 8 ] | [ 9 ] | [ 10 ] | [ 1 ] |

## Religion
Schützenhaus ist evangelisch-lutherisch geprägt und bis heute nach St. Maria (Stammbach) gepfarrt.